# IBM Roadrunner
Roadrunner è un supercomputer sviluppato nei Los Alamos National Laboratory nel Nuovo Messico. Nel momento in cui è stato presentato era il sistema più veloce del pianeta. Il computer è stato sviluppato per produrre 1.6 PetaFLOPS di picco e durante dei test eseguiti nel giugno del 2008 ha raggiunto il PetaFLOPS di calcoli in virgola mobile durante l'esecuzione dei test Linpack.
IBM ha sviluppato il sistema in collaborazione con l'US Department of Energy. Il sistema è un computer ibrido basato su 7000 processori AMD Opteron e su 13000 processori PowerCell 8i, dei processori derivati dal processore Cell. Il processore è in grado di eseguire 2 operazioni a 64 bit in virgola mobile per unità funzionale a differenza del Cell che esegue 4 operazioni su 32 bit per unità funzionale. Il sistema utilizza delle connessioni InfiniBand per collegare le varie componenti.
Roadrunner utilizza come sistema operativo Red Hat Enterprise Linux, il sistema occupa circa 1100 metri quadrati, consuma 3.9 MegaWatt di potenza ed è diventato operativo a fine 2008. Il costo del sistema completo è di 133 milioni di dollari. L'US Department of Energy prevede di utilizzare il sistema per simulare l'invecchiamento dell'arsenale nucleare al fine di evitare test nucleari sotterranei. Altri utilizzi del computer includono simulazioni scientifiche, finanziarie, aerospaziali e legate all'industria dell'automobile.

## Componenti del sistema[3]

### TriBlade
Le schede TriBlade sono l'elemento base del sistema e sono composte da quattro Opteron, quattro PowerXCell 8i e 16 GB di memoria RAM per tipo di processore.
Fisicamente la scheda è formata da una scheda LS21 Opteron e da due schede QS22 Cell. La scheda LS21 ha due Opteron dual core con 16 GB di memoria, quindi 4 GB per core. Ogni scheda QS22 ha due processori PowerXCell con 8 GB di memoria e quindi 4 Gb di memoria per processore, come i processori Opteron. Una scheda di espansione collega le due schede QS22 alla scheda LS21 tramite una connessione PCI x8 e fornisce la connessione al sistema Infiniband 4 DDR. Ogni scheda TriBlade occupa quattro slot in un sistema blade, tre per i processori e uno per la scheda di connessione. Ogni sistema BladeCenter H può contenere tre schede TriBlade.

### Connected Unit (CU)
Una connection unit è formata da 60 BladeCenter e quindi da 180 schede TriBlade. Tutte le TriBlade sono collegate a uno switch Infiniband da 288 porte. Ogni CU inoltre ha un accesso al gestore del file system Panasas.
Ogni CU contiene:
- 360 dual-core Opterons con 2.88 TB RAM
- 720 PowerXCell cores con 2.88 TB RAM
- 12 System x3655 con dual 10GBit Ethernet
- 288-port Voltaire ISR2012 switch con 192 connessioni Infiniband 4x DDR (180 TriBlades e le altre per l'I/O)

### Roadrunner
Il sistema completo è formato da 18 CU collegati tramite otto switch aggiuntivi. Ogni CU è collegata tramite dodici connessioni e in totale il sistema ha 96 connessioni.
Specifiche del sistema completo:
- 6480 dual-core Opterons con 51.8 TB RAM (su 3,240 schede LS21)
- 12960 Cell core con 51.8 TB RAM (su 6,480 schede QS22)
- 216 System x3655 nodi di I/O
- 26 ISR2012 Infiniband 4x DDR con 288 porte
- 296 rack

## Dismissione
Nell'aprile del 2013 i Los Alamos National Laboratory hanno dichiarato di aver dismesso il computer dall'uso operativo. Il sistema è stato dismesso per via dell'elevato costo di mantenimento. Per gli standard del 2013 il Roadrunner era un sistema molto inefficiente dal punto di vista energetico.